# Evarcha negevensis
Evarcha negevensis là một loài nhện trong họ Salticidae.
Loài này thuộc chi Evarcha. Evarcha negevensis được Jerzy Prószyński miêu tả năm 2000.